# Eleições parlamentares no Turcomenistão em 2008
Eleições parlamentares foram realizadas no Turquemenistão em 14 de dezembro de 2008. Foi a primeira eleição parlamentar após a morte do presidente vitalício Saparmyrat Nyýazow.

## Participação
A participação foi considerada muito alta, pois faltando duas horas para o fechamento dos colégios eleitorais, já tinham sido depositados cerca de 2,5 milhões de votos dos eleitores (88,41% do censo).

## Resultados
Haviam 13 assentos para eleição em Asgabate, 19 assentos na província de Ahal, 11 na província dos Balcãs, 26 na província de Daşoguz, 26 na província de Lebap e 28 na província de Mary. Dois ou mais candidatos competiram em cada distrito, e os candidatos precisavam ganhar 50% dos votos para garantir a vaga. O segundo turno foi realizado em 28 de dezembro de 2008, e uma revotação foi realizada em um assento em 8 de fevereiro de 2009.
Uma lista de 123 vencedores foi anunciada em 22 de dezembro de 2008. No entanto, a filiação partidária dos candidatos não foi listada.
| Resultados | Resultados                 | Resultados | Resultados |
| Partido    | Líder                      | Assentos   | %          |
| ---------- | -------------------------- | ---------- | ---------- |
| TDP        | Gurbanguly Berdimuhammedow | 125/125    | 100        |
|            |                            |            |            |
| Total      | Total                      | 125/125    | 100        |